# Herbert Parsons

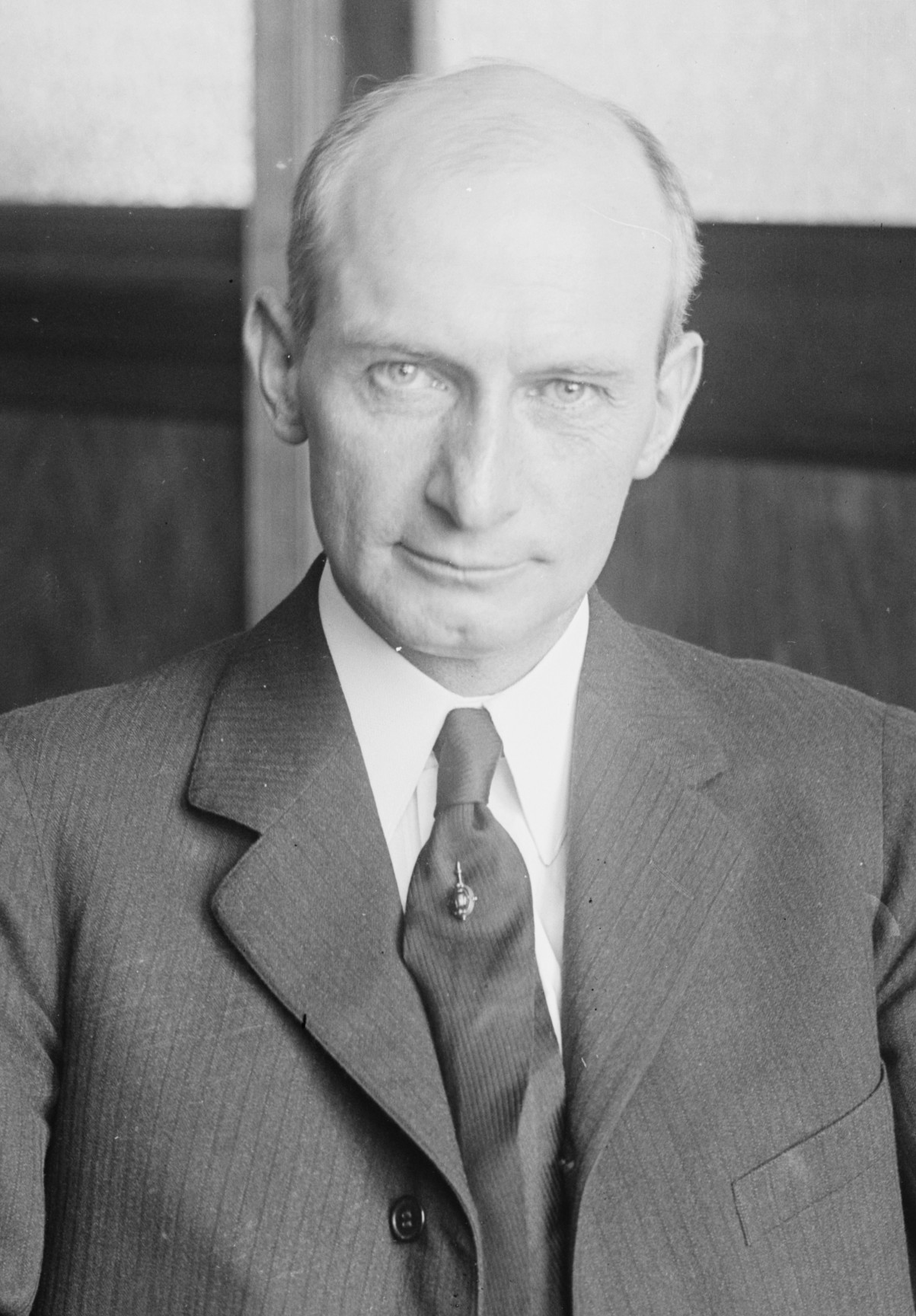
Herbert Parsons

Herbert Parsons (* 28. Oktober 1869 in New York City; † 16. September 1925 in Pittsfield, Massachusetts) war ein US-amerikanischer Jurist und Politiker. Zwischen 1905 und 1911 vertrat er den Bundesstaat New York im US-Repräsentantenhaus.

## Werdegang
Herbert Parsons, Sohn von Mary Dumesnil McIlvaine (1834–1896) und John Edward Parsons (1829–1915), wurde ungefähr vier Jahre nach dem Ende des Bürgerkrieges in New York City geboren und wuchs dort auf. In dieser Zeit besuchte er dort Privatschulen, die St. Paul’s School in Concord (New Hampshire), die Yale University, die Humboldt-Universität zu Berlin, die Harvard Law School und graduierte 1890 an der Yale University. Seine Zulassung als Anwalt erhielt er 1894 und begann dann in New York City zu praktizieren. Zwischen 1900 und 1904 saß er im Board of Aldermen von New York City. Politisch gehörte er der Republikanischen Partei an. Am 1. September 1900 heiratete er Elsie Worthington Clews (1875–1941), Tochter von Lucy Madison Worthington und Henry Clews. Das Paar hatte nur eine Tochter: Elsie Parsons (1901–1966). Sie war mit John Drummond Kennedy (1897–1975) verheiratet.
Bei den Kongresswahlen des Jahres 1904 für den 59. Kongress wurde Parsons im 13. Wahlbezirk von New York in das US-Repräsentantenhaus in Washington, D.C. gewählt, wo er am 4. März 1905 die Nachfolge von Francis Burton Harrison antrat. Nach zwei erfolgreichen Wiederwahlen erlitt er im Jahr 1910 eine Niederlage und schied nach dem 3. März 1911 aus dem Kongress aus.
Nach seiner Kongresszeit ging er in New York City wieder seiner Tätigkeit als Anwalt nach. Er nahm zwischen 1904 und 1920 als Delegierter an allen Republican New York State Conventions teil und in den Jahren 1908, 1912, 1916 und 1920 an den Republican National Conventions. Während des Ersten Weltkrieges diente er im Generalstab der American Expeditionary Forces. Am 16. September 1925 verstarb er in Pittsfield und wurde dann in Lenox auf dem gleichnamigen Friedhof beigesetzt.